# Mikael Lustig
Mikael Lustig (Umeå, 1986. december 13. –) svéd válogatott labdarúgó. Posztját tekintve jobb oldali védő, de belső védőként is szokott szerepelni.

## Pályafutása

### Klubcsapatokban
Pályafutását szülővárosa csapatában az Umeåban kezdte. 2005 és 2008 között a GIF Sundsvall együttesében összesen 81 mérkőzésen szerepelt és nyolc gólt szerzett. 2008-ban a  norvég a Rosenborghoz igazolt. Itt három szezont töltött. 95 alkalommal lépett pályára és 14 gólt szerzett.
2012. január 1-jén csatlakozott a Celtic csapatához. Első mérkőzését március 3-án az Aberdeen ellen játszotta. 2019. június 21-én a belga KAA Gent játékosa lett. Egy szezont követően hazatért és az AIK Fotboll labdarúgója lett. A 2022-es szezon után visszavonult.

### Válogatottban
Utánpótlásszinten pályára lépett a svéd U19-es és U21-es válogatottban is. a felnőtt csapatban 2008 januárjában debütált egy USA elleni 2–0-ra megnyert mérkőzésen.
Az Európa-bajnoki keretszűkítést követően a szövetségi kapitány Erik Hamrén nevezte őt a 2012-es Eb-re készülő 23 fős keretébe.

## Sikerei, díjai
- Rosenborg
  - Norvég bajnok: 2009, 2010

- Celtic
  - Skót bajnok: 2011–12, 2012–13, 2013–14, 2014–15, 2015–16, 2016–17, 2017–18, 2018–19
  - Skót kupa: 2012–13, 2016–17, 2017–18, 2018–19
  - Skót ligakupa: 2014–15, 2016–17, 2017–18,  2018–19